# Palácio Narayanhiti
O Palácio Narayanhiti, Palácio Narayan Hiti ou Narayanhiti Darbar (em inglês usualmente grafado Durbar; em nepali: नारायणहिटी दरवार) é um palácio em Catmandu, a capital do Nepal, que até à queda da monarquia no país foi a principal residência dos monarcas nepaleses. Desde 2008 é um museu, oficialmente chamado Museu do Palácio Narayanhiti.
A rainha Ratna, madrasta e tia dos reis Birendra e Gyanendra, ainda vive na sua residência dentro do complexo do museu.

## História

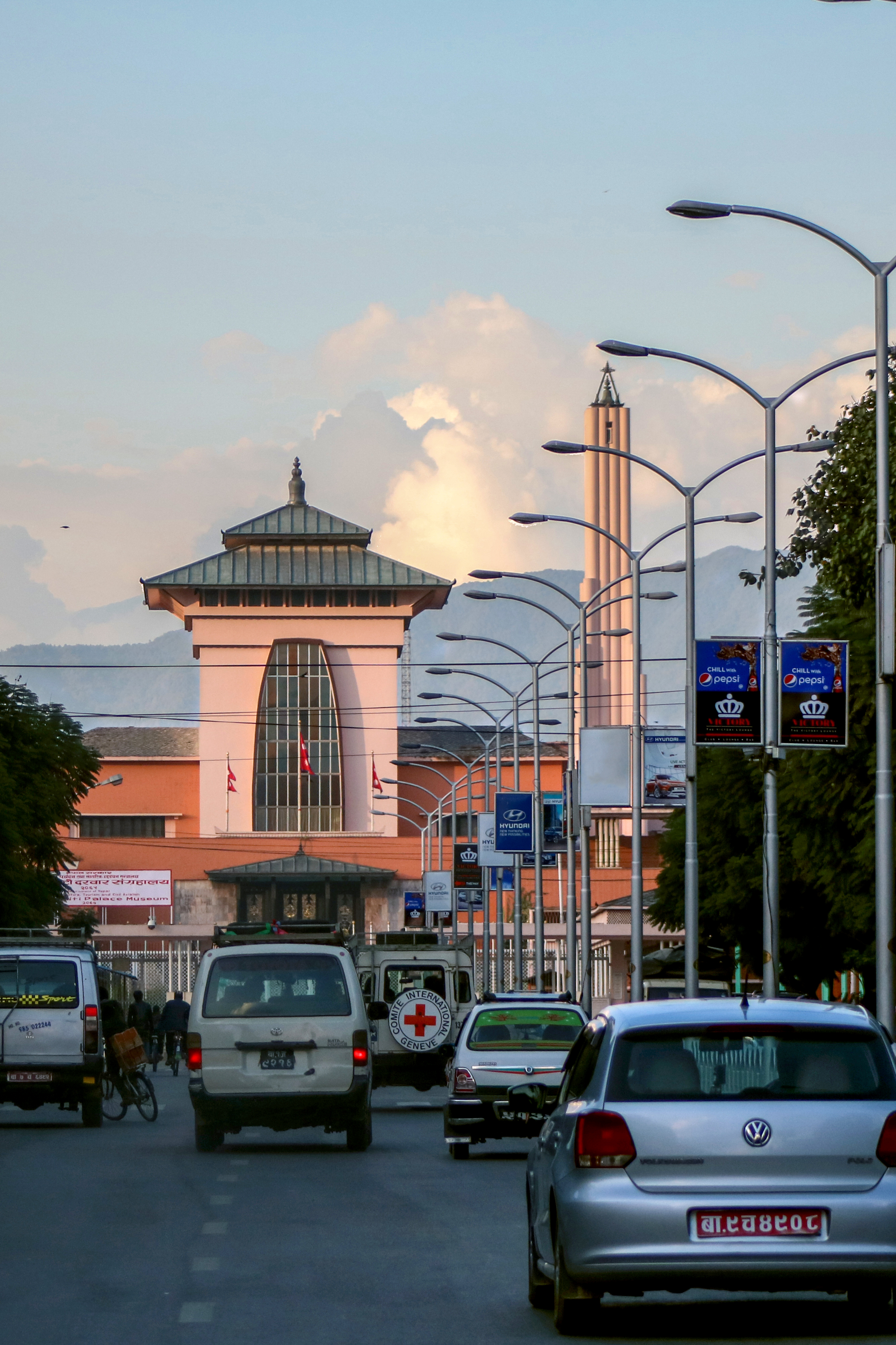
Vista da localização do palácio, no topo da avenida Darbar Marg

O palácio atual foi construído entre 1963 e 1969, em substituição do original, datado de 1915, que havia sido parcialmente destruído por um sismo em 1934. O projeto foi encomendado pelo rei Mahendra ao arquiteto norte-americano Benjamin Polk e o palácio foi inaugurado por ocasião do casamento do então herdeiro do trono, Birendra, em  27 de fevereiro de 1970.
Foi desenhado como um pagode rodeado de uma vasta área murada, que por sua vez é cercada por um parque de 30 hectares. O complexo palaciano situa-se na parte nordeste de Catmandu, no topo da avenida Darbar Marg , uma dos principais vias da capital, chamada, muitas vezes, de "Estrada ou Caminho do Rei".

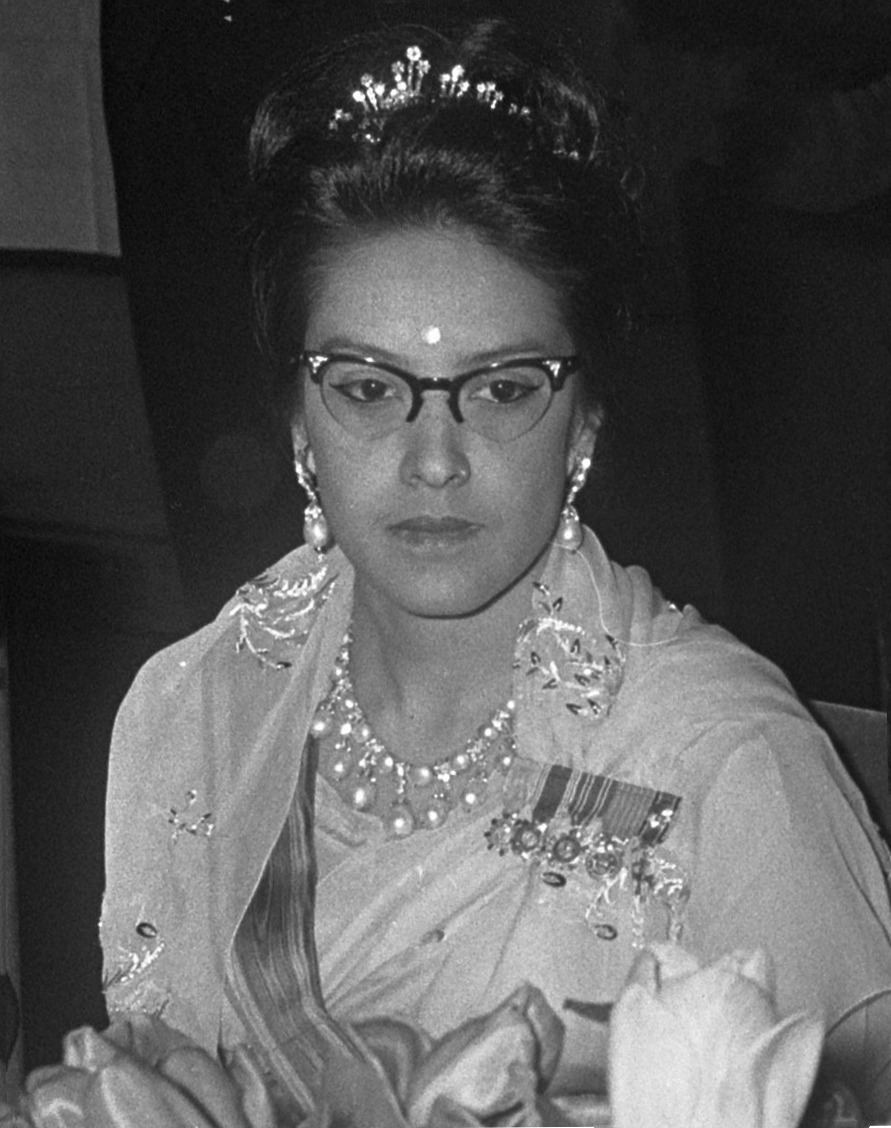
A rainha Ratna em 1967; ela ainda vive no local

O nome Narayanhiti é composto de duas palavras, onde Narayana representa o deus hindu Vixnu, ao qual é dedicado um templo em frente ao palácio, e Hiti significa "tromba d'água" ou "nascente", uma alusão à nascente existente a leste da entrada principal, dentro do perímetro do palácio e sobre a qual há várias lendas entre os habitantes locais.
Em 2001, o palácio foi palco do chamado massacre da Família Real do Nepal, quando o herdeiro do trono, o príncipe Dipendra, matou o pai, o rei Birendra, a mãe e outras seis pessoas, suicidando-se em seguida.
Depois de uma Assembleia Constituinte abolir a monarquia em 2008, o novo governo pediu a imediata saída do então rei, Gyanendra do Nepal (irmão de Birendra), e transformou o palácio em museu no dia 15 de junho de 2008. O local foi aberto para visitantes em 26 de fevereiro de 2009.
A rainha Ratna, madrasta de Birendra e Gyandendra, ainda vive em sua residência, chamada Mahendra Manjil, dentro do complexo palaciano, após ter recebido uma autorização, em 2008, do governo republicano para permanecer no local.

### O museu

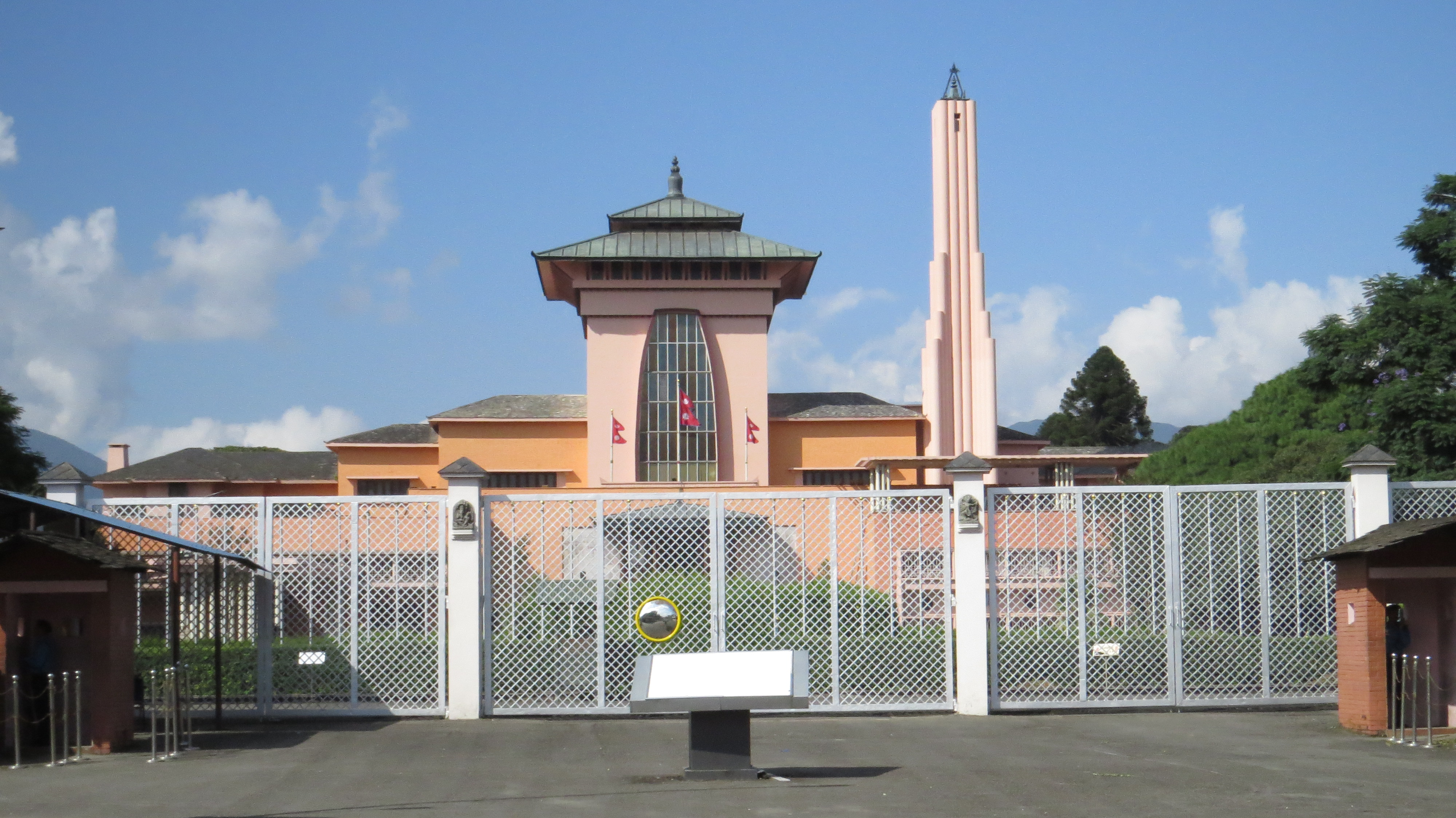
Vista da entrada do museu

O museu é considerado um importante local a se visitar para aprender sobre a cultura do Nepal e em 2016, o Kathmandu Post reportou que mais de 2 milhões de turistas, incluindo estrangeiros, haviam visitado o complexo nos primeiros sete anos de abertura, gerando uma receita de quase 175 milhões de dólares.
No local estão, por exemplo, as joias da coroa, consideradas com parte dos objetos mais valiosos do país. Parte delas, incluindo a coroa e o cetro real, foram expostas em outubro de 2018, atraindo milhares de visitantes (veja foto aqui).
Já em 2020 a residência de três andares do rei Birendra, morto no massacre, chamada Shree Sadan, foi aberta pela primeira vez para visitação pública. Os turistas puderam conhecer os quartos, sala de jantar, sala de estar e outros cômodos do local, onde objetos pessoais estavam em exposição, além de ver os carros usados pelos membros da família real e uma aeronave Avro do Exército, que transportava a realeza do país.
Em 17 de janeiro de 2022, o ministro da Cultura lançou uma investigação sobre a concessão irregular de espaços no museu para empresas de serviços diversos. No centro da polêmica estava um restaurante do Grupo Batas, cuja negociação levou à demissão do então diretor do museu.